# Nikolaï Mikloukho-Maklaï
Nikolaï Nikolaïevitch Mikloukho-Maklaï (en russe : Николай Николаевич Миклухо-Маклай, en ukrainien : Микола Миколайович Миклухо-Маклай, Mikola Mikolaïovitch Mikloukho-Maklaï), né le 17 juillet 1846 et mort le 14 avril 1888, est un ethnologue, anthropologue et biologiste ukraino-russe.
Devenu célèbre pour avoir été le premier scientifique à vivre au sein de populations qui n'avaient jamais vu d'Européen, pour les étudier, il est notable pour son travail en Australie et son opposition à l'esclavage.
Il est décédé d'une tumeur au cerveau non diagnostiquée.